# Câmpia Turzii
Câmpia Turzii est une ville de Transylvanie, en Roumanie, dans le județ de Cluj, à 45 km de Cluj-Napoca. Elle compte 26 377 habitants.
Le 8 novembre 2008, le musicien Gheorghe Zamfir donne un concert à l'occasion de l'inauguration de l'église St-André de Câmpia Turzii.
Câmpia Turzii est la « ville d'adoption » de la ville de Toulouse.

## Personnalités
- Ioan Ovidiu Sabau, footballeur roumain
- Virginia Ruzici, tenniswoman roumaine